# Seventeen (chanson de Yoasobi)
Pour les articles homonymes, voir Seventeen.
Singles de Yoasobi
Adventure
(2023) Idol
(2023)
Seventeen (セブンティーン, Sebuntīn) est une chanson du duo japonais Yoasobi, extraite de leur EP Hajimete no – EP. Elle est publiée en tant que single indépendant le 27 mars 2023 par Sony Music Entertainment Japan, , en tant que quatrième et dernière chanson accompagnant le projet de collection de romans Hajimete no, après Mr., Suki da, et Umi no Manimani. Elle est basée sur le roman Iro Chigai no Trump de Miyuki Miyabe, lauréate du 120e Prix Naoki.

## Contexte et diffusion
Le 1er décembre 2021, le même jour que la sortie de leur EP The Book 2, Yoasobi annonce le projet Hajimete no, une collaboration entre le duo et quatre romanciers lauréats du prix Naoki, Rio Shimamoto, Mizuki Tsujimura, Miyuki Miyabe et Eto Mori, pour produire des chansons basées sur les histoires des auteurs avec le thème « une histoire à lire quand vous faites [quelque chose] pour la première fois ». Tous les romans sont publiés sous forme de livre le 16 février 2022, sous le titre Hajimete no,. L'un des quatre romans écrits par Miyabe est Iro Chigai no Trump (色違いのトランプ, Iro Chigai no Toranpu, litt. "Cartes à jouer de couleurs différentes") avec pour thème « une histoire quand on devient suspect pour la première fois ». Seventeen raconte l'histoire d'une jeune fille de 17 ans qui fait ses adieux au monde dans lequel elle vivait et à ses parents pour résoudre une crise dans un monde parallèle.
En janvier 2023, le Lawson's Machi Café s'associe à Yoasobi pour offrir aux clients une boisson spéciale appelée Yoasobi Honey Caffè Latte. Les clients reçoivent également une pochette avec un code bidimensionnel pour écouter l'extrait de la chanson inédite du duo du projet Hajimete no, Seventeen. Deux mois plus tard, le 22 mars, Yoasobi annonce que la chanson sera disponible en téléchargement et sur les plateformes de streaming le 27 mars. Un clip vidéo d'accompagnement est diffusé le même jour, produit par Contrail Co, Ltd et MAPPA, et réalisé par Masatsugu NagasoeMasatsugu Nagasoe,. La chanson est incluse dans les EP Hajimete no - EP et The Book 3 du duo, sortis respectivement le 10 mai et le 4 octobre 2023,. La version anglaise est apparue sur leur troisième EP en anglais E-Side 3, sorti le 12 avril 2024.

## Performances commerciales
Seventeen débute à la 32e place de l'Oricon Combined Singles Chart, et en tête de l'Oricon Digital Singles Chart dans l'édition du 10 avril 2023, avec 12 645 téléchargements, devenant le onzième numéro un de Yoasobi depuis Shukufuku (2022). Pour Billboard Japan, Seventeen est entré dans le Japan Hot 100 au numéro 21 le 5 avril, avec 10 737 téléchargements, atteignant la deuxième place dans le Download Songs. La chanson débute également au numéro 63 dans le Streaming Songs, et s'est hissée au numéro 36 la semaine suivante avec 2 847 845 streams, soit une augmentation de 130 %.

## Classements
| Classement (2023)               | Meilleure position |
| ------------------------------- | ------------------ |
| Japon (Hot 100)                 | 21                 |
| Japan Combined Singles (Oricon) | 32                 |

| Classement (2023)                      | Position |
| -------------------------------------- | -------- |
| Japan Download Songs (Billboard Japan) | 67       |

## Certifications
| Région                                                                                                 | Certification | Ventes/Streams |
| --- | ------------- | -------------- |
| Japon (RIAJ)                                                                                           | Or            | 50 000 000^    |
| *Ventes selon la certification ^Mise en rayon selon la certification xNon précisé par la certification |               |                |

## Historique des sorties
| Région  | Date         | Format                       | Label      | Ref.   |
| ------- | ------------ | ---------------------------- | ---------- | ------ |
| Variées | 27 mars 2023 | - Téléchargement - Streaming | Sony Japan | [ 20 ] |